# Tiziano Correa
Tiziano Correa Reyes (Madrid, España; 31 de agosto de 2004) es un futbolista uruguayo nacido en España. Juega de delantero y su equipo actual es el River Plate de la Primera División de Uruguay.

## Trayectoria
Correa nació en Madrid, España.
Formado en las inferiores del River Plate, Correa debutó en el primer equipo en octubre de 2023 ante Boston River.
En marzo de 2024, se confirmó la lesión de ligamento cruzado de Tiziano.

## Estadísticas
Actualizado al último partido disputado el 9 de marzo de 2024.
| Club                  | Div.          | Temporada     | Liga  | Liga  | Copas nacionales | Copas nacionales | Copas internacionales | Copas internacionales | Total | Total |
| Club                  | Div.          | Temporada     | Part. | Goles | Part.            | Goles            | Part.                 | Goles                 | Part. | Goles |
| --------------------- | ------------- | ------------- | ----- | ----- | ---------------- | ---------------- | --------------------- | --------------------- | ----- | ----- |
| River Plate · Uruguay | 1.ª           | 2022          | 0     | 0     | —                | —                | 0                     | 0                     | 0     | 0     |
| River Plate · Uruguay | 1.ª           | 2023          | 11    | 0     | —                | —                | 0                     | 0                     | 11    | 0     |
| River Plate · Uruguay | 1.ª           | 2024          | 4     | 1     | —                | —                | —                     | —                     | 4     | 1     |
| River Plate · Uruguay | Total club    | Total club    | 15    | 1     | 0                | 0                | 0                     | 0                     | 15    | 1     |
| Total carrera         | Total carrera | Total carrera | 15    | 1     | 0                | 0                | 0                     | 0                     | 15    | 1     |

## Vida personal
Es hijo de Fernando Correa, exfutbolista y seleccionado uruguayo.